# Театрален критик
Театрален критик е човек, професионално ангажиран с театрална критика – с писане на статии, рецензии на спектакли, отзиви, творчески портрети на актьори, режисьори, театрални художници, сценографи и костюмографи, обзори в печатните или електронни медии, посветени на актуалната дейност на театъра.
Театралната критика е пряко свързана с театрознанието, зависи от неговото ниво и, на свой ред, дава материал за театрознанието, доколкото е оперативна и го захранва с познание за новите събития в театралния живот. От друга страна, театралната критика е свързана с литературознанието и литературната критика, както и с естетическата мисъл на епохата. Сама тя обаче също влияе върху развитието на театралните идеи.

## История
Професията на театралния критик се обособява с развитието на професионалния театър, както и на съвременните медии. Нерядко критикът е и драматург.